# Lordowie Wysocy Komisarze Wysp Jońskich

Flaga Zjednoczonych Krajów Wysp Jońskich

Lord Wysoki Komisarz Wysp Jońskich – przedstawiciel brytyjskiego rządu w Zjednoczonych Krajach Wysp Jońskich w latach 1814–1863, stanowiących wydzieloną republikę federalną pod brytyjskim protektoratem. Wysocy Komisarze rezydowali w uznanym za stolicę Korfu.

## Wysocy Komisarze Wysp Jońskich
- sir James Campbell 1814–1816

## Lordowie Wysocy Komisarze Wysp Jońskich
- sir Thomas Maitland (1815 - 1823)
- sir Frederick Adam (1823 - 1832)
- Lord Nugent (1832 - 1835)
- Howard Douglas (1835 - 1840)
- James Alexander Stewart Mackenzie (1840 - 1843)
- Lord Seaton (1843 - 1849)
- sir Henry George Ward (1849 - 1855)
- sir John Young (1855 - 1859)
- William Ewart Gladstone (tymczasowy, 24 listopada 1859 - 19 lutego 1860)
- sir Henry Knight Storks (1860 - 1864)
- Dimitrios Nikolaou Karousos (przewodniczący jońskiego parlamentu, tymczasowo, 1864)